# Nexø Kirke
Nexø Kirke er en kirke i Nexø Sogn i Bornholms Regionskommune. Kirkens alder er ukendt, men da Nexø blev købstad i 1346 antages det, at kirkens ældste del er fra den tid.
Kirken er i sen-gotisk stil og viet til sømændenes skytshelgen Sankt Nikolaus.
Kirkens tårn er fra 1500-tallet, og dens spir med løgformet kobbertag er sat op i 1910. Fra 1620 til 1797 var der et lignende spir på kirken. I 1700-tallet føjedes et våbenhus til på sydsiden og et kapel på nordsiden. Det nordre sideskib er fra 1760.

## Interiør
Prædikestolen og det forgyldte krucifiks over prædikestolen er fra 1600-tallet.
Billedfelterne i prædikestolen og de to pulpiturer med i alt 27 motiver fra Det gamle og ny Testamente er udsmykket af Bodil Kaalund 1993-95
Kirkens orgel er af Fobenius fra 1964 med 19 stemmer.
Alteret og gulvet i korpartiet er udført i nexøsandsten.
- Orgel og Pulpitur
- Alter
- Prædikestol og Krucifiks

## Kirkeskibe
Der er to skibsmodeller i kirken:
’Tora’ er en tremasterbark bygget ca. 1918-1920 ophængt i tårnrummet 1920. Modellen er udført af lods, sibsfører og kaptajn Jens Andreas Hansen, som donerede den til Nexø Kirke.
’Hans Andreas’ er en tremasterskonnert bygget 1984-1986 af maler Ove Andersen, Slagelse, som donerede den til Nexø Kirke.
Ved indvielsen 1986-07-20 blev den båret ind af Ove Andersen og hans tre søskende, der alle er døbt i Nexø Kirke
- Barken ’Tora’
- Barken ’Tora’
- ’Hans Andreas’ 3 master skonnert
- 'Hans Andreas' og 'Tora'